# فیلیپینو
فیلیپینو (به پرتغالی: Felipe Barreto da Silva) مهاجم اهل برزیل است که در شهر پورتو الگره  و در تاریخ ۲۹ ژانویهٔ ۱۹۹۲ به دنیا آمده‌است.
فیلیپینو در تیم‌های فوتبال باشگاه ورزشی اینترناسیونال سابقهٔ حضور دارد.